# Jocs Olímpics d'Estiu de 1928
Els Jocs Olímpics d'Estiu de 1928, oficialment Jocs Olímpics de la IX Olimpíada, es van celebrar a la ciutat d'Amsterdam (Països Baixos) entre el 28 de juliol i el 12 d'agost de 1928. Hi van participar 2.883 atletes, entre ells 277 dones, en representació de 46 Comitès Olímpics Nacionals que van competir en 109 proves de 15 esports olímpics diferents.

## Antecedents
La ciutat d'Amsterdam estigué interessada en la realització d'uns Jocs Olímpics d'Estiu ja en les edicions de 1920 i 1924, perdent respectivament davant les candidatures d'Anvers (Bèlgica) i París (França).
La ciutat d'Amsterdam fou escollida el 2 de juny de 1921 pel Comitè Olímpic Internacional (COI) per davant d'una única rival, la ciutat de Los Angeles (Estats Units d'Amèrica), la qual realitzà els Jocs en l'edició de 1932.

## Comitès participants

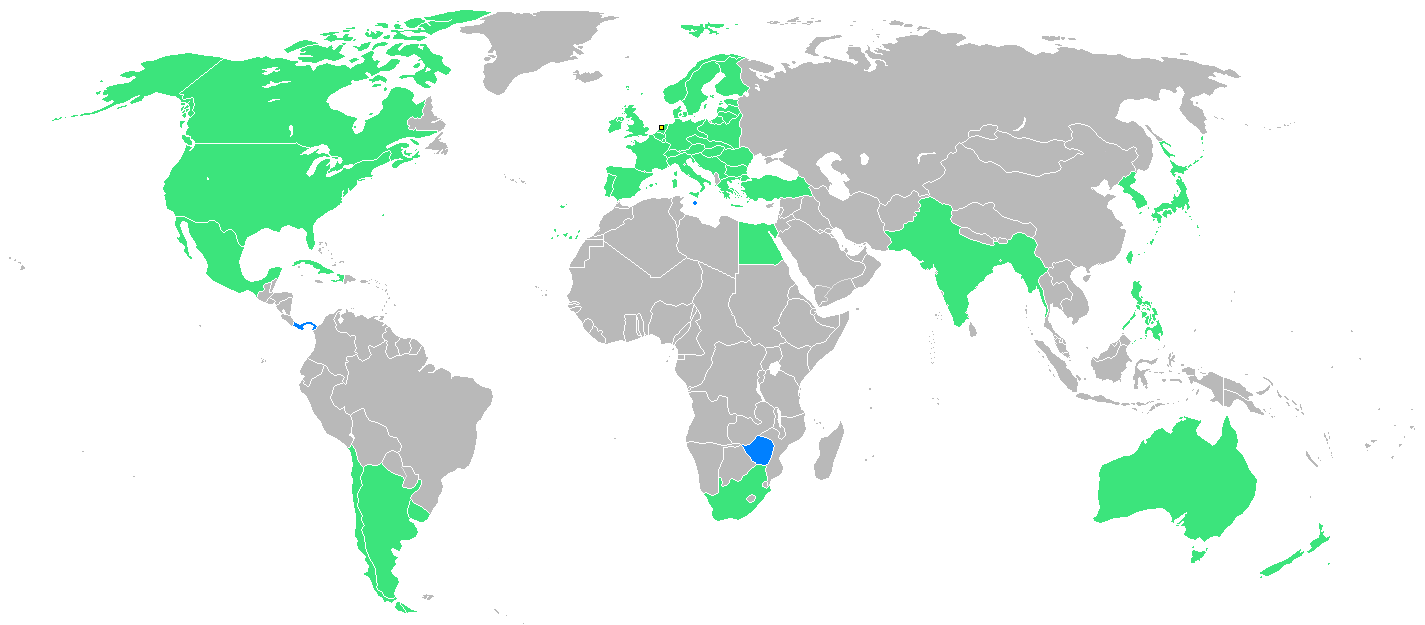
Països participants en els Jocs Olímpics de 1928. Les nacions sombrejades de color blau participaren per primera vegada en aquests jocs.

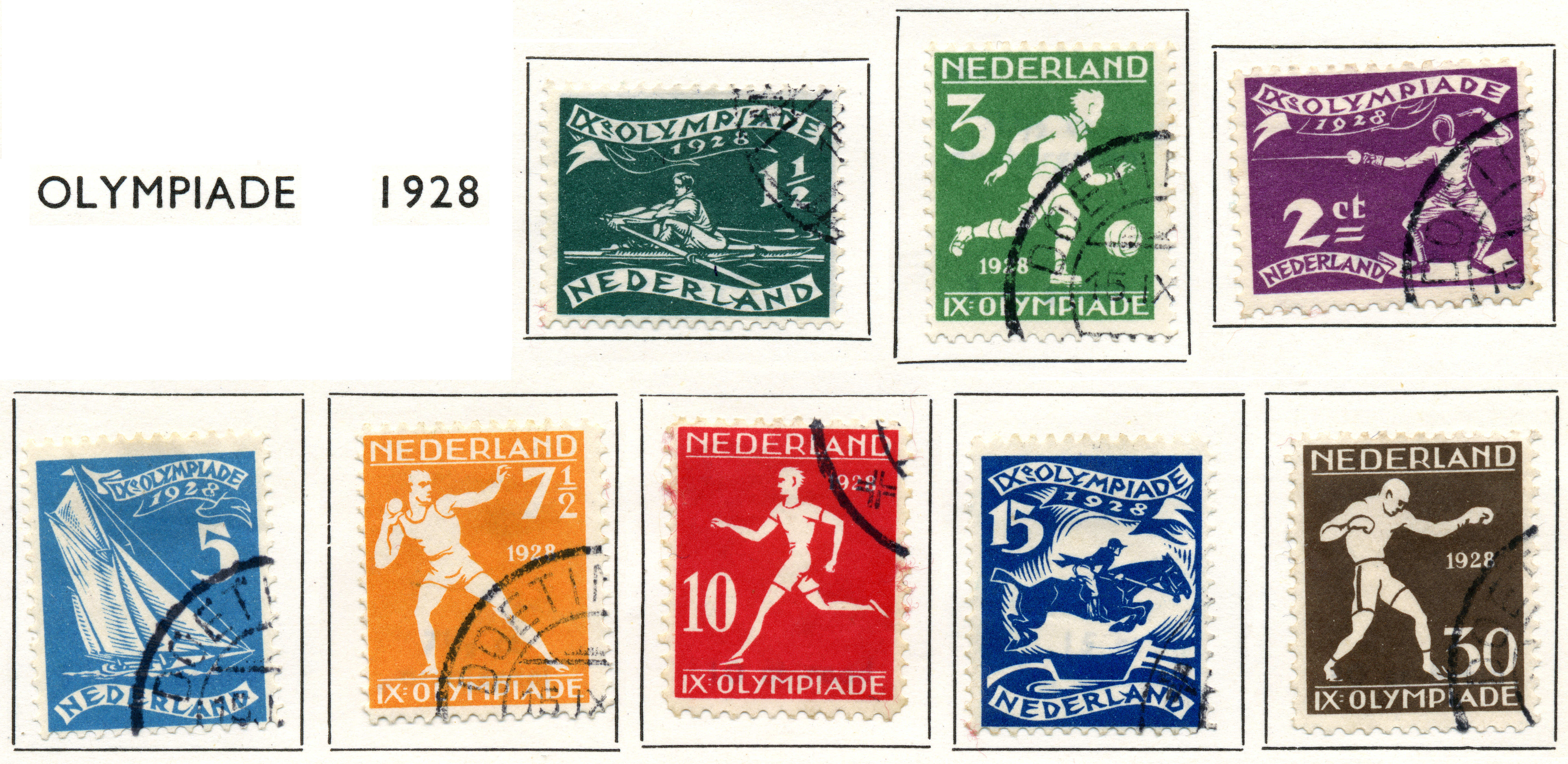
Imatge de vuit segells postals editats en commemoració de la realització dels Jocs.

Participaren en aquesta edició 46 Comitès nacionals, participant per primera vegada Malta, Panamà i Rodèsia. Així mateix, després de 16 anys d'absència, Alemanya fou invitada a participar en els Jocs, i en aquesta edició no participaren el Brasil i l'Equador.
| - Alemanya - Argentina - Austràlia - Àustria - Bèlgica - Bulgària - Canadà - Cuba - Dinamarca - Egipte - Estats Units - Estònia - Espanya - Filipines - Finlàndia - França - Grècia - Haití - Hongria - Índia - Irlanda - Itàlia - Iugoslàvia |  | - Japó - Letònia - Lituània - Luxemburg - Malta - Mèxic - Mònaco - Nova Zelanda - Noruega - Països Baixos - Panamà - Polònia - Portugal - Regne Unit - Rodèsia - Romania - Sud-àfrica - Suècia - Suïssa - Turquia - Txecoslovàquia - Uruguai - Xile |

## Esports disputats
Es disputaren un total de 15 esports en aquests Jocs, realitzant-se un total de 109 proves. Respecte als Jocs anteriors desaparegué del programa olímpic el polo i el rugbi (que deixaren de ser considerats esports olímpics), el tennis (que es tornà a introduir com a esport de demostració en l'edició dels Jocs de 1968) i el tir olímpic (que fou reintroduit en l'edició de 1932) i tornà al programa l'hoquei sobre herba. Així mateix s'introduí la categoria femenina en les competicions d'atletisme i gimnàstica artística.

## Seus
- Amersfoort - Pentatló modern (hípica)
- Amsterdam - Ciclisme (ruta)
- Estadi Olímpic d'Amsterdam - Atletisme, Ciclisme (pista), Hípica (salts), Hoquei sobre herba, Futbol, Gimnàstica
- Estany IJ - Vela
- Het Nederlandsch Sportpark - Hoquei sobre herba, futbol
- Hilversum - Hípica (no proves de salts), Pentatló modern (cros)
- Krachtsportgebouw - Boxa, Halterofília, Lluita
- Monnikenhuize - Futbol
- Olympisch Zwemstadion - Natació, Pentatló modern (natació), Salts, Waterpolo
- Schermzaal - Esgrima, Pentaltó modern (esgrima)
- Sloten - Rem
- Sparta Stadion Het Kasteel - Futbol
- Zeeburg - Pentatló modern (tir)
- Zuiderzee - Vela

## Fets destacats

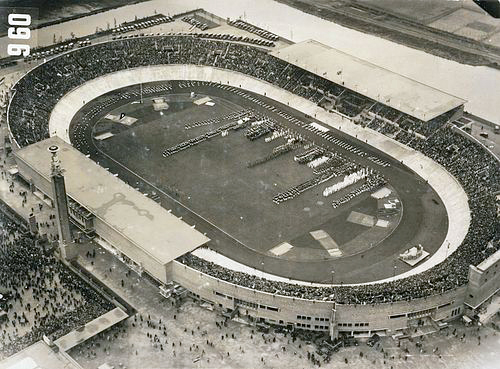
Imatge aèria de l'Estadi Olímpic d'Amsterdam durant la cerimònia d'obertura dels Jocs.

Per primera vegada es va realitzar l'encesa del peveter amb la Flama Olímpica, la qual es va mantenir encesa durant la realització dels Jocs. S'inicià la tradició durant la desfilada dels competidors en la cerimònia d'obertura de ser encapçalada per Grècia, bressol de l'Olimpisme, i de ser finalitzada pel país organitzador, en aquesta ocasió els Països Baixos. Aquesta tradició encara és vigent en l'actualitat.
Foren els primers Jocs Olímpics no presidits per Pierre de Coubertin, el qual havia deixat de ser president del Comitè Olímpic Internacional l'any 1925. Així mateix, a causa d'una malaltia, tampoc pogué assistir als Jocs.
En aquests Jocs Olímpics s'introduí per primera vegada el patrocini d'una empresa, en aquesta ocasió de la Coca Cola. Així mateix foren els primers a denominar-se oficialment Jocs Olímpics d'estiu.
Els Jocs foren ignaugurats pel príncep Enric de Mecklenburg-Schwerin, espòs de la reina Guillermina I dels Països Baixos, la qual l'havia autoritzat personalment. Aquesta va ser la primera vegada que un cap d'Estat no oficià personalment una cerimònia d'obertura olímpica. La reina es va negar a retornar a Amsterdam tot just haver iniciat les seves vacances a Noruega furiosa de no haver estat consultada pel Comitè Organitzador sobre la data d'obertura dels Jocs.
Les dones van competir per primera vegada en atletisme malgrat les objeccions de Coubertin i del papa Pius XI, encara que la seva participació es va limitar a cinc proves. La fatiga que patiren les corredores en la prova de 800 metres llisos provocà que aquesta prova fos suspesa fins a l'edició de 1960.
Dos herois olímpics van mantenir el seu domini en els seus respectius terrenys: el finlandès Paavo Nurmi va aconseguir guanyar tres medalles d'or més en proves de fons i mig fons per a culminar la seva brillant trajectòria amb nou metalls daurats. Per la seva banda, Johnny Weissmuller va tornar a imposar-se en la prova de velocitat dels 100 metres lliures en natació, aconseguint així un total de cinc ors i un bronze.
La diversitat va ser un altre segell d'aquests Jocs. Esportistes de 28 nacions van aconseguir guanyar alguna medalla d'or, rècord que no va ser superat fins a 40 anys després. El continent asiàtic va obtenir els seus primers ors gràcies als japonesos Mikio Oda, en atletisme, i Yoshiyuki Tsuruta, en natació. Així mateix l'Índia va guanyar la primera de les seves sis medalles d'or consecutives, de 1928 a 1960, en hoquei sobre herba.
El príncep Olaf de Noruega aconseguí la medalla d'or en la seva participació en la competició de Vela.
L'egipci Ibrahim Moustafa es convertí en el primer no-europeu a guanyar una prova de lluita grecoromana, i la italiana Luigina Giavotti es va convertir en la més jove medallista de tots els temps en guanyar la medalla de plata en gimnàstica artística integrant l'equip d'Itàlia als seus 11 anys i 302 dies d'edat.
Amèrica del Sud obtingué la supremacia en el futbol internacional després que la selecció de l'Uruguai derrotés a la selecció de l'Argentina a la final, revalidant així el seu títol de 1924.

## Medaller
Nou nacions amb més medalles en els Jocs Olímpics de 1928. País amfitrió ressaltat.
| Jocs Olímpics d'estiu de 1928 | Jocs Olímpics d'estiu de 1928 | Jocs Olímpics d'estiu de 1928 | Jocs Olímpics d'estiu de 1928 | Jocs Olímpics d'estiu de 1928 | Anells Olímpics |
| Posició                       | País                          | Or                            | Plata                         | Bronze                        | Total           |
| 1                             | Estats Units                  | 22                            | 18                            | 16                            | 56              |
| 2                             | Alemanya                      | 10                            | 7                             | 14                            | 31              |
| 3                             | Finlàndia                     | 8                             | 8                             | 9                             | 25              |
| 4                             | Suïssa                        | 7                             | 6                             | 12                            | 25              |
| 5                             | Itàlia                        | 7                             | 5                             | 7                             | 19              |
| 6                             | França                        | 6                             | 10                            | 5                             | 21              |
| 7                             | Països Baixos                 | 6                             | 9                             | 4                             | 19              |
| 8                             | Hongria                       | 4                             | 5                             | 0                             | 9               |
| 9                             | Canadà                        | 4                             | 4                             | 7                             | 15              |

### Medallistes més guardonats
Categoria masculina
| Nom             | CON            | Disciplina | Or | Plata | Bronze | Total |
| Georges Miez    | Suïssa         | Gimnàstica | 4  | 0     | 0      | 4     |
| Hermann Hänggi  | Suïssa         | Gimnàstica | 2  | 1     | 1      | 4     |
| Lucien Gaudin   | França         | Esgrima    | 2  | 1     | 0      | 3     |
| Eugen Mack      | Suïssa         | Gimnàstica | 2  | 0     | 1      | 3     |
| Ladislav Vácha  | Txecoslovàquia | Gimnàstica | 1  | 2     | 0      | 3     |
| Paavo Nurmi     | Finlàndia      | Atletisme  | 1  | 2     | 0      | 3     |
| Leon Štukelj    | Iugoslàvia     | Gimnàstica | 1  | 0     | 2      | 3     |
| Emanuel Löffler | Txecoslovàquia | Gimnàstica | 0  | 2     | 1      | 3     |

Categoria femenina
| Nom                     | CON          | Disciplina | Or | Plata | Bronze | Total |
| Joyce Cooper            | Regne Unit   | Natació    | 0  | 1     | 2      | 3     |
| Martha Norelius         | Estats Units | Natació    | 2  | 0     | 0      | 2     |
| Albina Osipowich        | Estats Units | Natació    | 2  | 0     | 0      | 2     |
| Eleanor Garatti-Saville | Estats Units | Natació    | 1  | 1     | 0      | 2     |
| Betty Robinson          | Estats Units | Atletisme  | 1  | 1     | 0      | 2     |
| Bobbie Rosenfeld        | Canadà       | Atletisme  | 1  | 1     | 0      | 2     |
| Ethel Smith             | Canadà       | Atletisme  | 1  | 0     | 1      | 2     |